# Miguel Borja
Miguel Ángel Borja Hernández (* 26. ledna 1993) je kolumbijský fotbalista, který hraje na pozici útočníka za argentinský klub River Plate a kolumbijský národní tým.

## Klubová kariéra

### Kolumbie
Borja začal svou kariéru v Deportivo Cali, kde debutoval v roce 2011. Ve stejném roce přestoupil do Cúcuty Deportivo, ale v tomto klubu nastupoval pouze zřídka. Brzy znovu přestoupil, tentokrát do týmu Categoría Primera B, Cortuluá. Ve druhé kolumbijské divizi si Hernández vybudoval dobrou pověst, často byl označován jako rychlý a výkonný střelec a také se pyšnil působivou silou na míči. Jeho skvělé výkony v Cortuluá ho nakonec dovedly k tomu, že se v roce 2013 stal alternativním útočníkem kolumbijského národního týmu do 20 let. Dne 17. ledna 2013 bylo oznámeno, že o jeho služby má zájem Independiente Medellín, ačkoli nakonec přestoupil do prvoligového týmu La Equidad. Ve 2 sporných zápasech[ujasnit] vstřelil Borja 4 góly. Později přstoupil do týmu Serie A Livorno.

### Livorno a Olimpo
V létě 2013 bylo potvrzeno, že Borja přestoupí na hostování do italského klubu Livorno. Úvěr se skládal z poplatku ve výši 150 000 EUR s opcí na nákup za 1,5 milionu EUR.
Jeho debut v dresu Le Triglie přišel 20. října, kdy naskočil z lavičky při prohře 1:2 se Sampdorií.
Borja odehrál za klub osm zápasů, ale nevstřelil ani gól. Livorno nakonec sestoupilo do Serie B z posledního místa tabulky.
Krátce po sestupu Livorna byl Borja poslán na hostování do argentinského klubu Olimpo, kde skóroval třikrát v šestnácti zápasech.

### Návrat do Kolumbie
Borja byl ve druhé polovině roku 2015 poslán na hostování do Independiente Santa Fe. V této sezoně vstřelil Borja deset gólů ve třiatřiceti zápasech. S týmem v roce 2015 vyhrál Copa Sudamericana (odehrál sedm zápasů bez vstřelené branky).
Pro sezónu 2016 byl prodán do Cortuluá, který byl v předchozí sezóně v lize na 17. místě. V turnaji Apertura Borja nasázel devatenáct gólů v jednadvaceti zápasech, čímž překonal rekord v počtu gólů vstřelených hráčem v ligovém turnaji (od roku 2002 je liga rozdělena na dva turnaje, Apertura a Finalización). Předchozí rekord držel Jackson Martínez s osmnácti góly v roce 2009. Jeho tým Cortuluá se dostal do semifinále, kde prohrál s Independiente Medellín.
Dne 8. června znovu přestoupil, tentokrát do Atlética Nacional. Dne 6. července, během svého prvního zápasu za svůj nový tým proti São Paulu v semifinále Poháru osvoboditelů, dvakrát skóroval. Dvě branky vsítil i ve svém druhém zápase o týden později. Poté, 27. července 2016, vstřelil vítězný gól ve finálové sérii proti ekvádorskému týmu Independiente del Valle. Atlético Nacional vyhrálo 2:1.

### Palmeiras
Dne 9. února 2017 bylo oznámeno, že Borja souhlasil s přestupem do brazilského týmu Palmeiras. Podepsal pětiletou smlouvu za poplatek kolem 10,5 milionu dolarů. Borja se stal čtvrtým nejdražším přestupem brazilského fotbalu.

### Junior
Dne 28. prosince 2019 odešel Borja na roční hostování do Atléticu Junior.

### Grêmio
Dne 5. srpna 2021 podepsal Borja smlouvu s Grêmiem do prosince 2022, opět se jednalo o hostování.

### River Plate
Dne 12. července 2022 podepsal Borja smlouvu s argentinským gigantem River Plate, která platí do prosince 2025.

## Reprezentační kariéra
Borja byl zařazen do 23členného kádru Kolumbie pro Mistrovství světa ve fotbale 2018 v Rusku, kde se objevil jako náhradník v zápase skupinové fáze proti Senegalu.

## Kariérní statistiky

### Klubové
Platí k 20. dubnu 2023.
| Klub                | Sezóna            | Liga              | Liga   | Liga | Národní pohár | Národní pohár | Státní liga | Státní liga | Kontinentální | Kontinentální | Ostatní | Ostatní | Celkově | Celkově |
| Klub                | Sezóna            | Divize            | Zápasy | Góly | Zápasy        | Góly          | Zápasy      | Góly        | Zápasy        | Góly          | Zápasy  | Góly    | Zápasy  | Góly    |
| ------------------- | ----------------- | ----------------- | ------ | ---- | ------------- | ------------- | ----------- | ----------- | ------------- | ------------- | ------- | ------- | ------- | ------- |
| Deportivo Cali      | 2011              | Primera A         | 0      | 0    | 1             | 0             | —           | —           | —             | —             | —       | —       | 1       | 0       |
| Cúcuta Deportivo    | 2011              | Primera A         | 5      | 0    | 0             | 0             | —           | —           | —             | —             | —       | —       | 5       | 0       |
| Cortuluá            | 2012              | Primera B         | 22     | 4    | 5             | 0             | —           | —           | —             | —             | —       | —       | 27      | 4       |
| Cortuluá            | 2013              | Primera B         | 11     | 4    | 4             | 2             | —           | —           | —             | —             | —       | —       | 15      | 6       |
| Cortuluá            | Celkově           | Celkově           | 33     | 8    | 9             | 2             | —           | —           | —             | —             | —       | —       | 42      | 10      |
| La Equidad          | 2013              | Primera A         | 2      | 4    | 0             | 0             | —           | —           | 0             | 0             | —       | —       | 2       | 4       |
| Livorno (hostování) | 2013/14           | Serie A           | 8      | 0    | 0             | 0             | —           | —           | —             | —             | —       | —       | 8       | 0       |
| Olimpo (hostování)  | 2014              | Primera División  | 16     | 3    | 0             | 0             | —           | —           | —             | —             | —       | —       | 16      | 3       |
| Santa Fe            | 2015              | Primera A         | 33     | 10   | 5             | 0             | —           | —           | 11            | 0             | —       | —       | 49      | 10      |
| Cortuluá            | 2016              | Primera A         | 21     | 19   | 3             | 3             | —           | —           | —             | —             | —       | —       | 24      | 22      |
| Atlético Nacional   | 2016              | Primera A         | 7      | 1    | 6             | 5             | —           | —           | 12            | 11            | 2       | 0       | 27      | 17      |
| Palmeiras           | 2017              | Série A           | 24     | 6    | 4             | 0             | 8           | 4           | 7             | 0             | —       | —       | 43      | 10      |
| Palmeiras           | 2018              | Série A           | 16     | 3    | 4             | 1             | 12          | 7           | 12            | 9             | —       | —       | 44      | 20      |
| Palmeiras           | 2019              | Série A           | 9      | 1    | 1             | 0             | 10          | 3           | 5             | 2             | —       | —       | 25      | 6       |
| Palmeiras           | Celkově           | Celkově           | 49     | 10   | 9             | 1             | 30          | 14          | 24            | 11            | —       | —       | 112     | 36      |
| Junior (hostování)  | 2020              | Primera A         | 23     | 14   | 1             | 1             | —           | —           | 11            | 5             | 2       | 1       | 37      | 21      |
| Junior (hostování)  | 2021              | Primera A         | 14     | 8    | 0             | 0             | —           | —           | 8             | 6             | —       | —       | 22      | 14      |
| Junior (hostování)  | Celkově           | Celkově           | 37     | 22   | 1             | 1             | —           | —           | 19            | 11            | 2       | 1       | 59      | 35      |
| Grêmio (hostování)  | 2021              | Série A           | 14     | 5    | 2             | 0             | —           | —           | —             | —             | —       | —       | 16      | 5       |
| River Plate         | 2022              | Primera División  | 18     | 9    | 2             | 0             | —           | —           | 0             | 0             | —       | —       | 20      | 9       |
| River Plate         | 2023              | Primera División  | 10     | 1    | 1             | 1             | —           | —           | 1             | 0             | —       | —       | 12      | 2       |
| River Plate         | Celkově           | Celkově           | 28     | 10   | 3             | 1             | —           | —           | 1             | 0             | —       | —       | 32      | 11      |
| Celkově v kariéře   | Celkově v kariéře | Celkově v kariéře | 253    | 92   | 41            | 10            | 30          | 14          | 56            | 33            | 4       | 1       | 393     | 153     |

### Reprezentační
Platí k 24. březnu 2022.
| 2016    | 1  | 0 |
| 2017    | 4  | 2 |
| 2018    | 5  | 1 |
| 2021    | 13 | 4 |
| 2022    | 10 | 4 |
| Celkově | 27 | 8 |

### Reprezentační góly
Skóre a výsledky Kolumbie jsou vždy zapsány jako první. Borjovy góly jsou zvýrazněny.
| Gól | Datum              | Místo                                                          | Soupeř    | Skóre | Výsledek | Soutěž                                           |
| --- | ------------------ | -------------------------------------------------------------- | --------- | ----- | -------- | ------------------------------------------------ |
| 1.  | 14. listopadu 2017 | Chongqing Olympic Sports Center, Čchung.čching, Čína           | Čína      | 3:0   | 4:0      | Přátelský zápas                                  |
| 2.  | 14. listopadu 2017 | Chongqing Olympic Sports Center, Čchung.čching, Čína           | Čína      | 4:0   | 4:0      | Přátelský zápas                                  |
| 3.  | 11. října 2018     | Raymond James Stadium, Tampa, USA                              | USA       | 4:2   | 4:2      | Přátelský zápas                                  |
| 4.  | 8. června 2021     | Estadio Metropolitano Roberto Meléndez, Barranquilla, Kolumbie | Argentina | 2:2   | 2:2      | Kvalifikace na Mistrovství světa ve fotbale 2022 |
| 5.  | 20. června 2021    | Estádio Olímpico Pedro Ludovico, Goiânia, Brazílie             | Peru      | 1:1   | 1:2      | Copa América 2021                                |
| 6.  | 9. září 2021       | Estadio Metropolitano Roberto Meléndez, Barranquilla, Kolumbie | Chile     | 1:0   | 3:1      | Kvalifikace na Mistrovství světa ve fotbale 2022 |
| 7.  | 9. září 2021       | Estadio Metropolitano Roberto Meléndez, Barranquilla, Kolumbie | Chile     | 2:0   | 3:1      | Kvalifikace na Mistrovství světa ve fotbale 2022 |
| 8.  | 24. března 2022    | Estadio Metropolitano Roberto Meléndez, Barranquilla, Kolumbie | Bolívie   | 2:0   | 3:0      | Kvalifikace na Mistrovství světa ve fotbale 2022 |

## Úspěchy
Independiente Santa Fe
- Superliga de Colombia: 2015
- Copa Sudamericana: 2015

Atlético Nacional
- Copa Colombia: 2016
- Pohár osvoboditelů: 2016

Palmeiras
- Campeonato Brasileiro Série A: 2018

Colombia U20
- Mistrovství Jižní Ameriky ve fotbale hráčů do 20 let: 2013

Individual
- Hráč roku Jižní Ameriky: 2016
- Nejlepší střelec Campeonato Paulista: 2018
- Tým roku Campeonato Paulista: 2018

## Osobní život
Borja byl v roce 2021 spojován s kolumbijskou televizní novinářkou a spisovatelkou Divou Jessurumovou. Zvěsti popřela.